# Oberonia wappeana
Oberonia wappeana är en orkidéart som beskrevs av Johannes Jacobus Smith. Oberonia wappeana ingår i släktet Oberonia och familjen orkidéer. Inga underarter finns listade i Catalogue of Life.